# Wild Rock
Wild Rock è un manga yaoi di Kazusa Takashima, ambientato nella preistoria. Pubblicato originariamente da Biblos nel 2002, poi ristampato dall'editore Libre cinque anni più tardi.

## Trama
Durante i duri tempi della preistoria, la tribù di uomini della foresta est affronta un periodo di difficoltà: la selvaggina scarseggia e spesso i giovani cacciatori devono vedersela con i rivali della tribù vicina. Il figlio minore del capotribù, incapace di procurare selvaggina ai suoi compagni, viene perciò costretto a vestirsi da donna e a sedurre Enba, il figlio del capotribù vicino ed abile cacciatore. Questi, si era già imbattuto nel giovane Yuen, salvandolo da una tigre feroce.
Eppure il giovane, finisce pian piano per innamorarsi di Enba e, quando i due svelano l'un l'altro i reciproci amore ed attrazione che li legano, fanno leva sui propri padri per rappacificare le due tribù. I genitori, mossi dal sentimento dei figli, riescono a conciliarsi.

### Antefatto
Anni prima, tuttavia, le due tribù erano già stata sul punto di unirsi e porre fine così alle rivalità. Gli allora figli dei capi, Yuni, della tribù della foresta e Selem della tribù del lago, si erano fortuitamente incontrati nella foresta. Yuni, andava cercando un raro fiore di cui vantarsi davanti agli amici e Selem, ritiratosi in solitudine lontano dai propri compagni, si era imbattuto nel giovane nemico ferito e incapace di trovare rifufio. Deciso ad aiutarlo, aveva ospitato il ragazzo nella grotta in cui risiedeva e, trascorso del tempo, ai due era divenuta insopportabile l'idea di separarsi. Legati da affetto reciproco, Yuni e Selem dovevano tuttavia separarsi per accettare il ruolo di rispettivi successori al comando delle loro comunità. Perciò, sollecitati dai compagni, i due a malincuore si separarono.

## Personaggi
Yuuen
Emba
Il miglior cacciatore della tribù del lago. Apparentemente freddo, si dimostra molto protettivo ed affettuoso nei confronti del giovane Yuen.
Yuni
Padre di Yuen e capotribù della comunità della foresta dell'est.
Selem
Padre di Emba e capotribù del popolo del lago.
Yuuli
Fratello maggiore di Yuen. Nonostante i sentimenti del fratello, inizialmente non riesce ad apprezzare Emba o ad accettare il giovane nella propria famiglia; poi, colpito dalla sorella di questi, finisce per approvare l'unione delle due tribù.
Nava
Figlio di Yuuli e nipote di Emba e Yuen. Giovane pestifero, ama trascorre il tempo coi suoi due zii, contendendosi in particolare le attenzioni di Yuen.

## Manga
| Nº | Data di prima pubblicazione                             | Data di prima pubblicazione  | Data di prima pubblicazione | Data di prima pubblicazione |
| Nº | Giapponese                                              | Giapponese                   | Italiano                    | Italiano                    |
| -- | ------------------------------------------------------- | ---------------------------- | --------------------------- | --------------------------- |
| 1  | 30 novembre 2002 (Biblos) 1 maggio 2007 (Libre Shuppan) | ISBN 9784862631732 (Biblios) | 2004                        | ISBN 978-8874710423         |